# Carlos Finlay
Carlos Juan Finlay (født 3. december 1833, død 20. august 1915) var en cubansk læge og videnskabsmand, der opdagede stikmygs rolle i spredelsen af gul feber.
Finlay blev født Juan Carlos Finlay y Barres, i Puerto Príncipe (nuværende Camagüey) på Cuba, og er af franske og skotske efterkommere. Han byttede om på sit fødselsnavn til "Carlos Juan" senere i livet. I 1853 gik han på Jefferson Medical College i Philadelphia, Pennsylvania. Han graduerede i 1855, og færdiggjorde sine studier i Havana og i Paris. Efterfølgende slog han sig ned i Havana, hvor han åbnede en praksis i 1864.
Siden 15.- og 16. århundrede, hvor man havde første beskrivelser af sygdommen gul feber, var periodiske epidemier udbrudt på Cuba, der i særdeleshed ramte beboerne i byen Havana. Finlay, der var udbredt interesseret i epidemiologi og folkesundhed, begyndte sit arbejde med kolera, som et resultat af voldsomme udbrud af sygdommen i Havana i 1867.
Han kom til den konklusion, at sygdommen var vandbåren, hvilket senere blev bekræftet, men afvist af forlagene på det tidspunkt. Kort tid herefter begyndte Finlay på sin forskning af gul feber, og udgav sin første tese om det i 1881, hvor han konkluderede, at der var en "hypotetisk mulighed for at stikmyggen var bærer af gul feber".

## Eftermæle
I forbindelse med hans 180-års fødselsdag i 2013, havde Google lavet en såkaldt Google Doodle.